# Eucereon reticulatum
Eucereon reticulatum är en fjärilsart som beskrevs av Butler 1877. Eucereon reticulatum ingår i släktet Eucereon och familjen björnspinnare. Inga underarter finns listade i Catalogue of Life.